# دالة عكسية

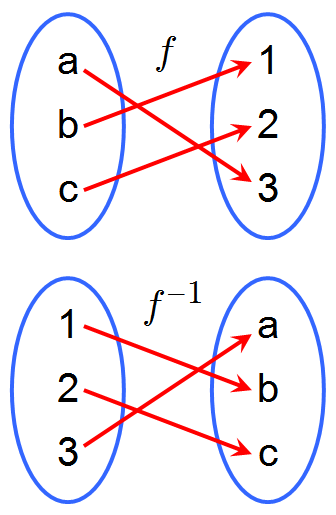
دالة ƒ ودالتها العكسية ƒ^{–1}. لأن صورة a بالدالة f هي 3, فإن صورة 3 بالدالة العكسية ƒ^{–1} هي a.

الدالة العكسية (بالإنجليزية: Inverse function)‏ هي الدالة التي يكون فيها عناصر المجال هي المعكوس لعناصر المجال المقابل، أي بمعنى آخر إذا كان د هو دالة تناظرية من أ إلى ب فإن الدالة ق من ب إلى أ هي الدالة العكسية للاقتران أو الدالة د.
الدالة س ← د (س) دالتها العكسية د(س) ← س.
f:X→Y و g:Y→X
عكس الدالة الرياضية {\displaystyle y=f(x)} هو دالة رياضية تعكس تأثيرات التابع {\displaystyle f}. ويرمز للدالة العكسية ب :
{\displaystyle f^{-1}}.
التعبيران (y=f(x و (x=f−1(y متكافئان.

## أمثلة
الجدول أدناه يمثل مجموعة دوال مع دوالها العكسية:

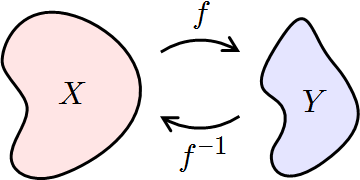
إذا كانت صورة X بالدالة f هي Y, فإن صورة Y بالدالة ƒ^{–1} هي X.

| دالة f(x)   | عكسها f −1(y)     | ملاحظات                  |
| ----------- | ----------------- | ------------------------ |
| x + a       | y − a             |                          |
| a − x       | a − y             |                          |
| mx          | ym                | m ≠ 0                    |
| 1x          | 1y                | x, y ≠ 0                 |
| x2          | √y                | x, y ≥ 0 فقط             |
| x3          | 3√y               | لا يوجد اقتصار على x و y |
| xp          | y1/p (أي p√y)     | x, y ≥ 0 بشكل عام، p ≠ 0 |
| ex          | ln y              | y > 0                    |
| ax          | loga y            | y > 0 و a > 0            |
| دوال مثلثية | دوال مثلثية عكسية | اقتصارات مختلفة          |
| دوال زائدية | دوال زائدية عكسية | اقتصارات مختلفة          |

## خصائص

### الوحدة
إذا ملكت دالةٌ ما دالة عكسية، فإن هذه الدالة العكسية وحيدة (أو لا يمكن أن يكون لدالة ما دالتان عكسيتان مختلفتان).

## تعميمات

### الدوال العكسية الجزئية

دالة الجذر المربع هي الدالة العكسية لدالة المربع عندما قُصر مجال تعريف هذه الأخيرة إلى مجموعة الأعداد الموجبة.

قد تكون دالة ما غير تقابلية، وبالتالي فهي لا تملك دالة عكسية ؛ ولكن رغم ذلك، تُعتبر وتُدرس الدوال العكسية لهؤلاء الدوال، وذلك بتقصير مجال تعريفهن. على سبيل المثال، الدالة
{\displaystyle f(x)=x^{2}}
ليست دالة تقابلية لأن {\displaystyle x} و {\displaystyle -x} لهما نفس الصورة {\displaystyle x^{2}}.
تصير الدالة هذه تقابلا إذا قُصر مجال تعريفها إلى مجموعة الأعداد الموجبة، فتصير الدالة العكسية لها كما يلي:
{\displaystyle f^{-1}(y)={\sqrt {y}}.}
انظر أيضا إلى الدوال المثلثية العكسية حيث تستعمل نفس هذه التقنية.